# Casey Viator
Casey Viator (4 de septiembre de 1951 - 4 de septiembre de 2013) fue el más joven AAU Mr. America - ganando el título a la edad de 19 en 1971.
Viator se crio en New Iberia, Louisiana. En 1968, Viator obtuvo el tercer lugar en el concurso de Sr. Louisiana. El año siguiente, quedó en el sexto lugar en 1969 Mr. America adolescente, pero ganó en las categorías de mejores armas, mejores abdominales y más musculosos. Casey Viator tenía muy grandes antebrazos proporcional al resto de su cuerpo.
Se formó bajo la dirección de Arthur Jones durante diez meses antes de la competición Mr. America en DeLand High School en DeLand, Florida. Los dos primeros se reunieron brevemente en el concurso Mr. America 1970 en Los Angeles, California, donde obtuvo el tercer lugar. Al darse cuenta del potencial de Viator, Jones ofreció a Viator un trabajo en su nueva compañía, el Nautilus Group.
En el mismo año, Viator ganó tres campeonatos de culturismo separados; Teen Age Mr. America, Jr. Mister America, y por último, el título de Mr. America. En 1982 culminó su carrera de culturismo, colocándose el tercer lugar en el concurso Mr. Olympia.
Viator era un escritor de las revistas Muscle & Fitness y Flex.